# 161E busz (Budapest)
A budapesti 161E jelzésű autóbusz az Örs vezér tere és a XVII. kerületi Kucorgó tér között közlekedik zónázó gyorsjáratként. A vonalat a Budapesti Közlekedési Zrt. üzemelteti. Rákoscsaba körül körforgalmi járatként közlekedik a Csabai út – Péceli út – Zrínyi utca – Pesti út útvonalon, a 202E jelzésű járattal ellentétes irányban.

## Története
Az M3-as metróvonal felújításához kapcsolódóan 2019. április 8-ától a 201E jelzésű buszok Kőbánya-Kispest helyett az Örs vezér teréig közlekednek 161E jelzéssel a 161-es busz útvonalán.
2019. augusztus 1-jétől Rákoskeresztúr felé megáll a Keresztúri úton a Rézvirág utcánál is.
2020. április 1-jén a koronavírus-járvány miatt bevezették a szombati menetrendet, ezért a vonalon a forgalom szünetelt. Az intézkedést a zsúfoltság miatt már másnap visszavonták, így április 6-ától újra a tanszüneti menetrend van érvényben, a szünetelő járatok is újraindultak.
2022. december 22-étől a reggeli órákban sűrítő csonkamenetek indulnak Rákoskeresztúr, városközpont megállóhelytől az Örs vezér tere felé csak egy irányban. Ezzel párhuzamosan ritkult a hozzá hangolt 97E busz csúcsidei követése.

## Útvonala
| Kucorgó tér felé |
| Örs vezér tere M+H vá. – Fehér út – Gyógyszergyári utca – Keresztúri út – Pesti út – Csabai út – Péceli út – Zrínyi utca – Kucorgó tér mh. |
| Örs vezér tere felé |
| Kucorgó tér mh. – Pesti út – Jászberényi út – Dreher Antal út – Élessarok – Fehér út – Örs vezér tere M+H vá.                              |

## Megállóhelyei
| 0  | Örs vezér tere M+H végállomás                  | 30 | 10, 31, 32, 44, 45, 67, 85, 85E, 97E, 131, 144, 161, 161A, 168E, 169E, 174, 176E, 231, 244, 276E, 277 80, 81, 82, 82A 3, 62, 62A 410, 419, 430, 440, 441, 484, 485, 486, 505, 508, 509, 510 1040, 1049, 1070, 1075, 1077, 1078 |
| 10 | Aluljáró (Rézvirág utca) (↓) Rézvirág utca (↑) | 18 | 67, 68, 161, 161A, 162, 195, 202E, 261E, 262, 268 |
| 14 | 513. utca                                      | ∫  | 67, 97E, 161, 161A, 162, 169E, 195, 202E, 262 |
| 15 | Borsó utca                                     | 14 | 67, 97E, 161, 161A, 162, 169E, 195, 202E, 261E, 262 |
| 16 | Kis utca                                       | 12 | 97E, 161, 161A, 162, 169E, 195, 198, 202E, 261E, 262 |
| 17 | Bakancsos utca                                 | 11 | 46, 97E, 161, 161A, 162, 169E, 195, 198, 202E, 262 |
| 18 | Szent kereszt tér                              | 10 | 46, 97E, 161, 161A, 162, 169E, 195, 198, 202E, 262 |
| 20 | Rákoskeresztúr, városközpont                   | 8  | 46, 97E, 98, 161, 161A, 162, 169E, 195, 198, 202E, 262 484, 485, 486, 504, 505, 506, 508, 509, 510 1070, 1075 |
| ∫  | Mezőtárkány utca                               | 6  | 97E, 161, 202E |
| ∫  | Oroszvár utca                                  | 4  | 97E, 161, 202E |
| ∫  | Sági utca                                      | 4  | 97E, 161, 202E |
| ∫  | Tápióbicske utca                               | 3  | 97E, 161, 202E 504, 505, 506, 508, 509, 510 |
| ∫  | Kisvárda utca                                  | 2  | 97E, 161, 202E |
| ∫  | Vecsey Ferenc utca                             | 1  | 97E, 161, 202E |
| 22 | Szárny utca                                    | ∫  | 161, 162, 169E, 202E, 262 |
| 23 | Szabadság sugárút                              | ∫  | 161, 162, 169E, 202E, 262, 297 |
| 24 | Lemberg utca                                   | ∫  | 161, 162, 169E, 202E, 262 |
| 25 | Óvónő utca                                     | ∫  | 161, 169E, 202E |
| 26 | Csaba vezér tér                                | ∫  | 161, 169E, 202E, 269, 298 |
| 27 | Alsódabas utca                                 | ∫  | 161, 162, 202E, 262, 298 |
| 29 | Regélő utca                                    | ∫  | 161, 162, 202E, 262 |
| 30 | Császárfa utca                                 | ∫  | 161, 162, 202E, 262 |
| 31 | Nagyszentmiklósi út                            | ∫  | 161, 162, 202E, 262 |
| 32 | Kucorgó tér végállomás                         | 0  | 97E, 161, 162, 197, 202E, 262 504, 505, 506, 508, 509, 510 |